# Charles G.D. Roberts
Charles George Douglas Roberts, född den 10 januari 1860 i Douglas, New Brunswick, död den 26 november 1943 i Toronto, Ontario, var en kanadensisk författare.
Roberts graduerades 1879, varefter han blev lärare, 1885–95 vid King's College, Nova Scotia. Han deltog från oktober 1914 i första världskriget, varunder han befordrades till major. Roberts gjorde sig känd som en alsterrik författare av dikter (Collected poems, 1900), essayer och berättelser, av vilka senare hans djurskildringar var särskilt omtyckta. Nämnas kan Kindred of the wild (1902 ff.; "Vildmarkens adel", 4 samlingar, 1917–19) och Red fox (1905; "Röda räven", 1920). Översatta blev vidare "I hjärtat af urskogen" (1909), "Branningans Mary" (1918) och "Huset i vattnet" (1924).